# Хосака Цукаса
Цукаса Хосака (яп. 保坂 司, нар. 3 березня 1937, Кофу — 21 січня 2018) — японський футболіст, що грав на позиції воротаря. По завершенні ігрової кар'єри — тренер.
Виступав за клуб «Фурукава Електрік», а також національну збірну Японії.

## Клубна кар'єра
Грав у футбол в Університеті Мейдзі.
У дорослому футболі дебютував 1960 року виступами за команду «Фурукава Електрік», кольори якої і захищав протягом усієї своєї кар'єри гравця, що тривала дев'ять років, ставши за цей час три рази володарем Кубка Імператора.

## Виступи за збірну
1960 року дебютував в офіційних матчах у складі національної збірної Японії. Протягом кар'єри у національній команді, яка тривала 5 років, провів у формі головної команди країни 19 матчів. Також брав участь в Олімпійських іграх 1964 року.

## Кар'єра тренера
Розпочав тренерську кар'єру, повернувшись до футболу після невеликої перерви, 1973 року, очоливши тренерський штаб клубу «Кофу». Досвід тренерської роботи обмежився цим клубом.

## Статистика виступів
| Сезон | Команда                       | Чемпіонат | Чемпіонат | Чемпіонат |
| Сезон | Команда                       | Ліга      | Ігор      | Голів     |
| ----- | ----------------------------- | --------- | --------- | --------- |
| 1965  | «Фурукава Електрік»           | ЯФЛ       | 14        | 0         |
| 1966  | «Фурукава Електрік»           | ЯФЛ       | ?         | 0         |
| 1967  | «Фурукава Електрік»           | ЯФЛ       | ?         | 0         |
| 1968  | «Фурукава Електрік»           | ЯФЛ       | ?         | 0         |
|       | Усього за «Фурукаву Електрік» |           | 47        | 0         |

| Збірна Японії | Збірна Японії | Збірна Японії |
| Роки          | Ігри          | Голи          |
| ------------- | ------------- | ------------- |
| 1960          | 1             | 0             |
| 1961          | 6             | 0             |
| 1962          | 6             | 0             |
| 1963          | 5             | 0             |
| 1964          | 1             | 0             |
| Всього        | 19            | 0             |

## Досягнення
- Володар Кубка Імператора: 1960, 1961, 1964